# Брынзены (Единецкий район)
Брынзены (рум. Brînzeni, Брынзень) — село в Единецком районе Молдавии. Относится к сёлам, не образующим коммуну.

## География
Село расположено на высоте 166 метров над уровнем моря.
Возле села расположен Брынзенский парк площадью 2 га.

## Население
По данным переписи населения 2004 года, в селе Брынзень проживает 1538 человек (737 мужчин, 801 женщина).
Этнический состав села:
| Национальность | Число жителей | Процентный состав |
| -------------- | ------------- | ----------------- |
| молдаване      | 1422          | 92.46             |
| украинцы       | 46            | 2.99              |
| русские        | 46            | 2.99              |
| румыны         | 10            | 0.65              |
| гагаузы        | 6             | 0.39              |
| цыгане         | 1             | 0.07              |
| болгары        | 1             | 0.07              |
| прочие         | 6             | 0.39              |
| Всего          | 1538          | 100 %             |

## Археология
Нижний слой палеолитической стоянки грот Брынзены относится к селетоидному комплексу.